# Бокейординский район
Бокейординский район (каз. Бөкейорда ауданы) расположен в Западно-Казахстанской области Казахстана. Административный центр района — село Сайхин. Самая западная точка Казахстана. Расстояние от райцентра до областного центра Уральска — 550 км. Население района составляет 15 222 человека (на начало 2019 года), площадь 19,2 тыс. км².

## История

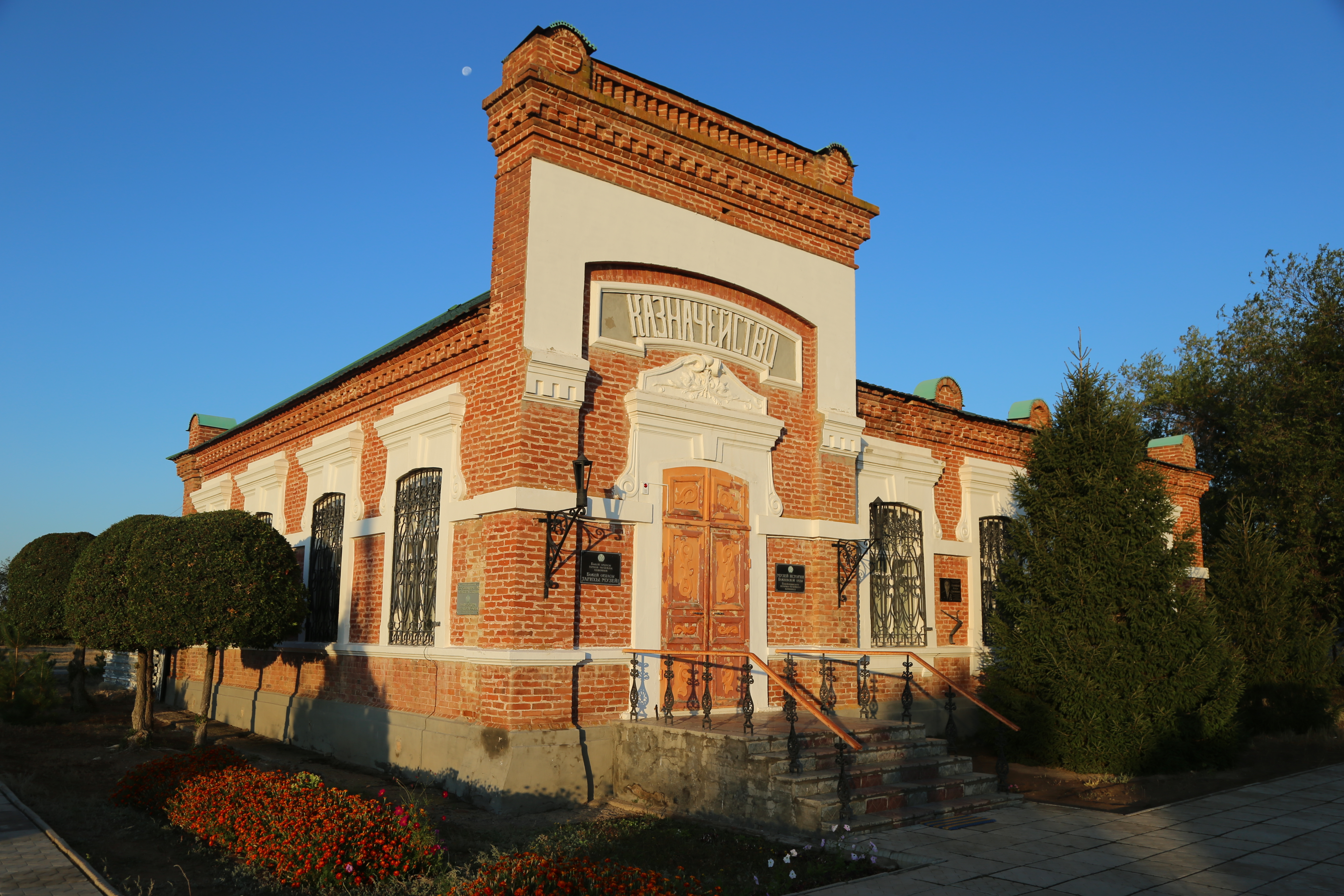
Здание казначейства в селе Хан Ордасы

Первоначально носил название Урдинский район. 10 марта 2000 года Указом Президента Казахстана Урдинский район был переименован в Бокейординский район.
Район получил своё наименование от вассального по отношению к Российской империи государства Букеевской (Внутренней) Орды, которая существовала в этом качестве в 1801—1845 гг., позднее вошедшей в состав Астраханской губернии, а в 1917 году получившей статус Букеевской губернии, которая позднее стала частью Киргизской АССР (губерния упразднена в 1925 году).
В городе Ханская Ставка (так называлось и такой имело статус до революции село Орда) с 1801 года находилась ставка ханов Букеевской Орды, в том числе сохранилось поместье ханов, казначейство и иные здания.
Близ Орды произрастают сосновые боры, посаженные ханом Букеем.
Первым населённым пунктом западного Казахстана, где была установлена советская власть стала Урда (Орда). Это произошло 1 декабря 1918 года.
В конце 2011 года издана энциклопедия Бокейординского района Западно-Казахстанской области.

## География
Бокейординском районе находятся 22 населённых пункта.
Рельеф территории района — равнинный. Район располагается на Прикаспийской низменности, значительная часть района лежит ниже уровня моря. Большую часть территории занимают пески Нарын. Самая высокая точка — гора Малый Богдо (каз. Кіші Боғда), отметка высоты 37,5 м над уровнем моря, расположенная в юго-западной части. В недрах разведаны запасы естественных строительных материалов. Климат континентальный, зима морозная, лето умеренно жаркое. Средние температуры января −12—14°С, июля 24—25°С. Среднегодовое количество осадков 250—300 мм. По территории района протекает река Ащыозек. Озера: Аралсор, Борколь и другие. Почвы светло-каштановые, песчаные. Растут ковыль, типчак, полынь, мятлик, эбелек и др. Обитают волк, лисица, заяц, сайгак, кабан, корсак; гнездятся утка, гусь и другие птицы.
Район располагается в полупустынной природной зоне. При этом характерной чертой района является наличие лесов на песчаных массивах Рын-песков (песков Нарын), часть лесопокрытых территорий составляют естественные леса, часть — лесные посадки. Площадь государственного лесного фонда по состоянию на 1 января 2019 года составляет 16 405 га, в том числе покрытая лесом — 5027 га.
Бокейординский район (его Сайхинский сельский округ) является самой западной частью территории Казахстана, самая западная точка государства имеет координаты 48°25′59″ с. ш. 46°29′37″ в. д.

### Государственный ботанический заказник местного значения «Урда»
Организован на площади 16 405 гектаров с целью сохранения уникальных сосновых и тополёвых насаждений нарынских песков, редких видов растений и животных, а также эталонных участков природного комплекса.
Особый тип растительности здесь сложился путем искусственного лесоразведения, начатого ещё в начале XIX века. На закреплённых бугристых песках произрастают тополь гибридный и кустарники джузгун и астрагал. В котловинах выдувания высаживались сосна крымская, акация белая, ольха черная, аморфа, тополя. Во многих котловинах сформировались сосновые боры возрастом свыше 80 лет.
Только в этих местах в Западном Казахстане сохранились тугаи из лоха, тополя нарынского и зарослей шиповника, жостера. Важным компонентом животного мира являются сайгаки, плотность расселения которых возрастает зимой, нередки здесь и джейраны.

## Административное деление
1. Сайхинский сельский округ
2. Бисенский сельский округ
3. Уялинский сельский округ
4. Сельский округ имени Темира Масина
5. Муратсайский сельский округ
6. ХАН Урдинский сельский округ
7. Саралжинский сельский округ

## Экономика
Основное направление сельского хозяйства — тонкорунное овцеводство, мясо-молочное скотоводство. По территории Бокейординского района проходит железная дорога Саратов — Астрахань. В результате аппаратного конфликта в правительстве Казахстана 2005 года, возникшего в связи с ожидаемым вводом правил въезда граждан РФ в Казахстан строго по загранпаспортам, ОАО "РЖД" было вынуждено с 29 мая 2005 года отменить остановки всех поездов дальнего следования на территории Западно-Казахстанской области; в последнее несколько недель перед вводом этого графика на бланках АСУ "Экспресс-3" внутрироссийского сообщения печаталась надпись "Загранпаспорт обязателен".

## Уроженцы
- Маметова Маншук (Герой Советского Союза)
- Масин Темир (Герой Советского Союза)
- Джексенбаев, Шакир Джексенбаевич (Первый советский казахский военный генерал)
- Оразбаева Алма Динмухамедовна (Государственный и общественный деятель)
- Бабажанов Мухамбет Салык Караулович
- Кусаинов Ахмедиар (Герой Советского Союза)